# 誰も寝てはならぬ (漫画)
『誰も寝てはならぬ』（だれもねてはならぬ）は、サライネスによる日本の漫画作品。

## 概要
講談社の漫画雑誌『モーニング』にて、2003年43号から2012年2・3合併号まで連載された。単行本は全17巻が単行本化されている。
物語は東京都港区赤坂にあるデザイン事務所「オフィス寺（てら）」と、その周辺を舞台としている。話の展開によっては、主人公の春樹の実家や旅先も舞台となることがある。
物語は何気ない日常の風景と登場人物の過去に纏わる話を題材に、大阪弁の字幕でテンポ良く語られる。日常の何気無い話・変な話を取りとめも無く描いてゆくという点では著者の前作『大阪豆ゴハン』とほぼ同じノリだが、本作では前作に比べて登場人物たちの恋愛事情に大きく紙幅を割いているのも特徴。登場人物は20代前半にバブル絶頂期を過ごした人物が多いのが特徴だが、その反面で、現在20代前半の人物も登場する。また、絵はスクリーントーンを使用しない手法を取っている。

## 登場人物

### 「オフィス寺」メンバー
大路春樹（おおじ はるき）
本作の主人公。通称「ハルキちゃん」。デザイン事務所「オフィス寺」所属のイラストレーター。
大阪市のキタ出身で、五郎とは中学からの幼馴染。連載中では40歳前として描かれている。祖父が高名な日本画家であり、その影響か彼も日本画を描く事ができる。4人兄弟の末っ子（長姉・園子、次姉・絵里、長兄・功樹）。
バツイチで、現在は愛猫の利休之助（りきゅうのすけ）と2人暮らし。利休之助との関係を周りにからかわれている。子供の頃からカワイイ顔立ちで、とかく年上の女性にモテるが、最近は感度が鈍い。
優柔不断で、基本的にヘタレ。作中でも亜美、岡野、下矢凪の姪、と複数の女性に気があるところを見せているが、積極的なアプローチはしていない。競艇好きで、よく仕事を抜け出してはスッている。
あまり酒が強くないらしく、宴会に参加する度にいつも必ず、一人だけ酔ってぶっ壊れている。岡野がオフィス寺に入り浸るようになったのは、そもそもこれが原因である。
愛車はランチア・デルタ（HFのエンブレムが見えるが、バリエーションは不明）。
川村五郎（かわむら ごろう）
本作のもう一人の主人公。通称「ゴロちゃん」。オフィス寺の社長。春樹と同い年で、40歳前として描かれている。
春樹と同じく大阪市のキタ出身で、幼児期に両親と死別し、叔父夫婦に育てられた。義兄と義妹がいる。
離婚歴3回。艶福家で、短期間で交際相手を変える。目から女性をシビれさせる「光線」（別名「毒」）を発射する得意技を持ち、子供の頃から好みの女性を射止めていたらしい。第100話の時点で、作中で語られた交際女性遍歴の通算数が約30人という話がある。
趣味は料理で、3人の元妻（特に2人目の妻）が皆家事をするタイプではなかったため、自然と料理が上手になった。
山田夏男（やまだ なつお）
通称「ヤーマダ君」。春樹・五郎とは大学の同期で、2人と並ぶ本作の準主人公。
ファーストネームは作中で登場してはいないが、作者自身のツイッターで披露された。命名の由来は、「夏に生まれたからだよ　爺ィが勝手に決めやがった」とのこと。
実家は銀座にあり、祖父が商店（山田九朗佐衛門商会）を営む。実家の屋上にはニワトリ小屋があり、様々なニワトリが飼育されている。
長嶋茂雄の声色を持ち、いつも不精ヒゲを生やしたイカツイ顔の持ち主。態度が異常に大きい上に常に横柄な口ききをするが、何故か周囲に悪く思われない、非常に得な人物（夢の中では、日頃とは正反対に小心者と化すこともある）。学生時代に自動車のナンバープレート偽造での前科がある。
「寺」に所属するイラストレーターだが、個人での仕事も受けているため、自宅にいることのほうが多い。離婚歴あり。
工事用の建設機械（重機）マニアで、建設現場での就労経験も有する。また野球好きでもあり（南海ホークスのファン）、大学時代は野球見物同好会に所属。そもそも東京出身でありながら関西の大学を選んだのも、南海ホークスを愛するが故で、進学後しばらくしてホークスが身売りして福岡に移転した際は、しばらく寝込んだほどショックを受けていた。
単行本6巻において、実家の近所住人から「ニート」疑惑を受けた件に対し、本人曰く「40過ぎて家にいるのは云々」とのくだりから、メインの3人は40歳以降ということが判明。
家族は両親と兄、祖父。父親は都から表彰されるほどの徳望の高い小児科医。兄がそれを継いでいる。
富井万起夫（とみい まきお）
通称「マキオちゃん」。春樹曰く狛犬に似ている。連載当初は30歳であった。
悪い人物ではないが、性格が少々暗い上にバスマニア（いわゆるオタク）なため、「寺」の皆からはぞんざいに扱われることが多い。
また、そのためか女性には縁が薄く、寧々とは特に相性が悪い。
デザインの作風が暗いなどの様々な理由で職場を転々としていたが、知人の紹介で「寺」に入社。当初は見習いだったが、その後正社員に昇格した。
名前や外見のモデルはラリードライバーのトミ・マキネン。
同じ作者の別作品「セケンノハテマデ」にもゲスト出演した。
寧々（ねね）
「寺」のアルバイト（単行本第9巻掲載のエピソードでめでたく正社員に昇格）で、巴の姉。通称「ねねちゃん」。
姉妹の実家は熱海の大衆食堂兼旅館（?）。社員旅行で「寺」関連のメンバーが訪れたこともある。
表参道で自作の詩集を妹・巴と共に路上販売しているところを、五郎にスカウト（お目当てである巴のおまけとして）される。
パソコン全般に詳しく、シスアドの資格を持つ。一般に能力は高いらしく、過去のバイトで正社員に疎ましがられたことが度々あったと語っている。
勘が鋭く、じゃんけんからギャンブルまで強さを発揮するが、雨天では勘が鈍る。
あまり女性にモテない男性を好きになることが多い。しかしその殆どが「その男性を格好よく変身させた途端、別の女性に略奪される」というパターンで恋愛が終わる。それを断ち切るべく、寡黙でシブい宅配配達員を好きになろうとしたが、結局は彼の結婚で失恋。
巴（ともえ）
姉の寧々と同じく「寺」のアルバイト社員（但し非常勤）。通称「巴ちゃん」。
20代前半でやや天然ボケ。いわゆる男好きするタイプで、男性を引き寄せるオーラを放っているらしい。作中で高校生の彼氏がいた時もある。ちなみに五郎の「光線」は効果がなかった。
姉よりだいぶ背が高く、初登場時は「中川家のような姉妹」と表現されていた。
姉が正社員に昇格してからは、写真に関する作業に興味を抱き、彼女なりに勉強を始める。

### 「オフィス寺」に出入りする人々
頼子（よりこ）
通称「ヨリちゃん」。春樹の遠縁の女性（春樹より5歳年上）で、音楽事務所経営者。
一方でモグリの料理屋もやっている。ミュージシャンだった夫の洋司とは約20年前に死別している。職業柄人脈が広く、外国人F3000ドライバーや有名建築家など、多くの人間と付き合いがある。愛犬の名前はジャンゴ。
自称「かつては純情な乙女」であったが、春樹や五郎に愛用のハンドバッグで「クロコパンチ」をしばしばかます。
自宅マンションに「男子禁制」の部屋があり、大好きなキャラクターのファンシーグッズで埋め尽くされている。
好みの男性の顔のタイプは、薬で倒れる前のエリック・クラプトン。
中村（なかむら）
通称「中村ハン」・「よう会うおっさん」。オフィス寺に妙な仕事を持ち込むブローカーで、五郎のデザイン会社時代の同僚。
現在は冴えないおっさん面だが、子供の頃からサラリーマン時代まで美少年（青年）で通していた。一方、父親が起こした不祥事のため、軽井沢近くに一家で夜逃げをしたという過去も持つ。
オフィス寺の設立時のメンバーだが、他メンバーが五郎に造反し別会社を立ち上げる際、彼が長年手掛けていた仕事まで持って行かれそうになったため、仕方なく造反組に加わったという経緯がある。
なぜか「寺」メンバーと色々な場所・土地で遭遇する。木彫りの熊の収集家であり、ウマズイ連会員でもあり、時々「寺」に奇妙な食品を持ち込む。本作の登場人物の中では数少ない妻帯者。単行本6巻第125話で中古の「カワサキ・マッハIII」を100万円で購入。平井さんに「中古のバイクに100万なんて信じられない」と罵倒される。
『大阪豆ゴハン』の中にも同名の「よう会うおっさん」が登場するが、本作の彼との関係は現在のところ不明。
外見のモデルは、マイク・ラザフォード。
岡野由真（おかの ゆま）
通称「岡ちゃん」。気象予報士で、朝のニュース番組のお天気コーナーを担当。コメントが親切で、年配者から人気がある。20代半ばから後半として描かれている。ある飲食店で春樹が岡野の携帯電話を間違って持ち帰ったことがきっかけで、まず春樹と知り合い、その後「寺」に出入りするようになった。
ストレス解消の一環として、週末は大塩の畑で家庭菜園をやっている。
「ロシア人の肝臓」の持ち主であり、酒に異常に強いが、味が好きではないため好んでは飲まない。
今井笑子（いまい えみこ）
岡野の学生時代の友人で、会社の同僚。
五郎好みのモデル並の容姿だが、歯に衣着せぬ性格と度を越した大食らいなのが玉にキズ。
レースクイーンの経験もあり、一時期は野球選手と交際していたが、「漢字読めないし声デカいし」で嫌気が差して別れた。
他にもちょくちょく男性絡みのエピソードが出てくることから、同僚の岡野より男性にもてるようである。
大塩恵（おおしお めぐみ）
千葉在住の元オフィス寺アルバイト。「軍人並み」「戦車並み」と称されるほどの超豪快な性格。マキオちゃんより数歳年下。
38回も見合いをし、結局最初の見合い相手だった男性と結婚。夫は脱サラをして農業に従事、自身は自家製自然酵母パンを売っている。ちなみに夫選びのポイントは「私の邪魔をしない男」。
在職時代にオフィス寺の庭を勝手に菜園に改造し、かつ退職後の今もなお管理しており、まめに世話するよう叱咤してくるため、従業員一同は迷惑している。首が太い。
平井りら（ひらい りら）
五郎の2番目の妻で、元「オフィス寺」社員。
ベルギー人クォーターで、現在はデザイナーとしてオフィス寺に出入りする。五郎と復縁する気は毛頭ないが、デザインの才能は「貴重な金づるとして」評価しているらしい。
五郎と知り合う以前はモデル〜OLをしていたが、その華やかな容姿故、能力が正当に評価されないことが多かった。が、五郎との出会いで徐々に吹っ切れたという過去を持つ。基本的に堅実なキャリア志向の人。料理がほとんど出来ない。
佐伯亜美（さえき あみ）
春樹・五郎・山田と同じ大学の2学年先輩で、哲学科に所属していた才女。春樹と五郎にとっては、憧れのマドンナ的存在。
イギリスの美術館学芸員だったが辞めて帰国し、現在は実家住まい。
実家は銀座で佐伯画廊を経営している。
柴垣（しばがき）
通称「シバガっちゃん」。オフィス寺の経理担当の税理士で、月に1回訪れる。霊感が強く、オフィス寺に出現する女優の霊も見たことがある。長野県出身。
ゲイではないかの噂もあり、たびたび男性と親しげに（時には腕を組み）歩く姿が目撃されているが、本人はただの同僚だとして否定している。自称「軽度の」鉄道オタク。
久世（くぜ）
通称「くぜぴょん」。カメラマンで、新人の頃から「寺」に出入りする。一時ロンドンに留学していた。
長野県出身で、実家は鰻屋（彼が学生時代に廃業）。「シバガっちゃん」と共通の話題が多い。
趣味は野球。ドラフトの時期にはヤーマダと共に「正装」し、指名を期待する。
当初は大塩さんに気があり、相思相愛であったが、互いの思いを確認することなく留学した。
外見のモデルは、ラリードライバーのコリン・マクレー。

### 主要人物の血縁者
園子（そのこ）
春樹の長姉。既婚。通称「園（えん）ちゃん」。春樹より6つ上。手先が器用で、嫁ぎ先の神戸でビーズ刺繍の店を出している。
娘の名は桃子。単行本8巻第169話の時点で高校3年生。
大路絵里（おおじ えり）
春樹の次姉。春樹より3つ上。親元におり、祖父のマネージメントを行っている。
大路功樹（おおじ あつき）
春樹の長兄。堅気の商売をしている。
2児の父で、長男の名は陽太、次男の名は瑛太。
大路霾風（おおじ ばいふう）
春樹の祖父。高名な日本画家で、90歳は過ぎていると思われるが矍鑠とした老人である。
やや早合点な面があり、仕事で春樹の近くに来ていた亜美を見て春樹の恋人と勘違いしたり、次姉・絵里が連れてきた単なる男友達を結婚相手と勘違いしたりする。また、女性に弱く、画商を偽る女詐欺師に騙された経験がある。
幼い春樹が絵ばかり描いていたのを見て、動物園や相撲見物、時には北新地・祇園へと彼を連れ回し、画家としての「英才教育」を施した（春樹の描いた絵が上手すぎたために芸者遊びがばれたこともある）。
お母ちゃん
春樹、園子らの母。名前は不明。
編み物の腕は玄人裸足で、よく近所の主婦を集めては編物教室を開催している。
自称「オオジニッティングアカデミー」校長。
おばあちゃん
春樹、園子らの祖母で、霾風の妻。こちらもかなりの高齢だが元気。
ややとぼけたところがあり、夫の授賞式に同伴することになった折、高齢のため長時間の式典への参加を心配する嫁（前述のお母ちゃん）を尻目に、自分の着ていくものの心配をしたりする。
さつきちゃん
春樹の元妻。春樹の留守中、同性の恋人と自宅で同衾しているところを春樹に目撃され、離婚に至る。
山田君の爺さん
山田の祖父。こちらも老いてなお闊達。選挙の応援マニアという悪癖あり。岡野のファン。

### その他関係者
下矢凪（しもやなぎ）
春樹と同じマンション内で会員制書店・邑書房を経営している。
元有名左翼思想家で、現在も公安警察にマークされている。
一般的には“不味い食品に慣れ、美味く感じる者”の同好会「ウマズイ連」の主宰者でもある。
美人の姪（登場時は常に和装）が書店を手伝っており、彼女を目当てに書店に来る客も多い。
単行本第9巻で妻が登場。かつては美人だったらしく、姪はそちらの血筋と判明。
中田君（なかたくん）
一話のみ登場。フルネームは中田剛造。春樹・五郎らの高校の同級生で、女装の麗人。大学卒業後、女装姿になった（性転換手術を受けているかは不明）。
春樹とは仕事上の打合せで偶然再会。女装姿に誰か分からぬ春樹に真相、及び積年の思いを打ち明ける。五郎曰く、高校の時から中性的な雰囲気で、また春樹に思いを寄せていたらしい。
暮林さん（くればやしさん）
一話のみ登場。春樹の広告代理店時代の上司で、ヤリ手の美人。
五郎曰く、春樹に好意を抱いていたらしいが、当時の春樹はただただ厳しくしつこい上司としか感じていなかったらしい。
さつきちゃんとの結婚を告げた春樹を直ちに左遷し、その後フランス人男性と結婚、貿易会社を経営している。
数年後、広尾で春樹と再会した際、春樹が自らの離婚を告げると「アラ じゃあ私も別れようかな」と発言。後日、この件を五郎と話していた際に春樹は初めて彼女が自分に好意を寄せていたことに気付いた。

## 単行本
- 1巻（2004年4月23日第1刷発売） ISBN 978-4-06-337542-8
- 2巻（2004年10月22日第1刷発売） ISBN 978-4-06-337554-1
- 3巻（2005年4月22日第1刷発売） ISBN 978-4-06-337569-5
- 4巻（2005年11月22日第1刷発売） ISBN 978-4-06-337586-2
- 5巻（2006年4月21日第1刷発売） ISBN 978-4-06-337596-1
- 6巻（2007年4月23日第1刷発売） ISBN 978-4-06-337618-0
- 7巻（2007年10月23日第1刷発売） ISBN 978-4-06-337627-2
- 8巻（2008年3月21日第1刷発売） ISBN 978-4-06-337636-4
- 9巻（2008年7月23日第1刷発売） ISBN 978-4-06-337646-3
- 10巻（2008年11月21日第1刷発売） ISBN 978-4-06-337655-5
- 11巻（2009年5月22日第1刷発売） ISBN 978-4-06-337670-8
- 12巻（2009年11月20日第1刷発売） ISBN 978-4-06-337678-4
- 13巻（2010年5月21日第1刷発売） ISBN 978-4-06-337694-4
- 14巻（2010年11月22日第1刷発売） ISBN 978-4-06-337705-7
- 15巻（2011年5月23日第1刷発売） ISBN 978-4-06-337722-4
- 16巻（2011年11月22日第1刷発売） ISBN 978-4-06-337734-7
- 17巻（2012年1月23日第1刷発売） ISBN 978-4-06-337739-2